# Sumiyoshi Sanjin

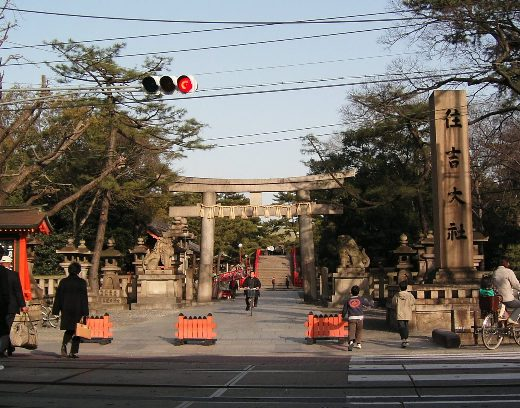
Haupt-Torii des Sumiyoshi-Taisha.

Die Drei Sumiyoshi-Kami (jap. 住吉三神, sumiyoshi sanshin) sind japanische Kami des Meeres. 
Im Einzelnen sind dies (in der Reihenfolge ihrer Erscheinung im Kojiki und mit der Übersetzung von Karl Florenz):
- Soko-tsutsu-no-o no mikoto (底筒男命; „Des [Meer-]Bodens altehrwürdiger Mann“),
- Naka-tsutsu-no-o no mikoto (中筒男命; „Der [Meeres-]Mitte altehrwürdiger Mann“) und
- Uwa-tsutsu-no-o no mikoto (表筒男命; „Der Oberfläche altehrwürdiger Mann“).

Spricht man von den Sumiyoshi daijin, den „großen Sumiyoshi-Göttern“, wird in diese Gruppe zusätzlich die ebenfalls im Sumiyoshi-Taisha unter dem Namen Okinagatarashihime (息長帯姫) verehrte Tennōgemahlin Jingū-kōgō eingeschlossen. Dem Kojiki zufolge begleiteten die Sumiyoshi-Kami Jingūs Schiff bei ihrer militärischen Expedition nach Korea.
Die Sumiyoshi-Kami werden in über 2.000 über Japan verteilten Sumiyoshi-Schreinen verehrt, deren Hauptschrein der Sumiyoshi-Taisha in Ōsaka ist.

## Namen
Die Schriftzeichen 住吉 sumiyoshi wurden ursprünglich Suminoye gelesen, wobei 住 („wohnen, residieren“) sumi gelesen wurde, und 吉 („gutes Vorzeichen“) die Lesung ye hatte. Das no ist ein eingefügter Partikel, zusammen bedeutet es in etwa „innewohnendes Glück“. Schreibt man Suminoe als 澄江 oder 清江, kann es auch „ungetrübter Fluss“ bedeuten. Im Rahmen des Yasoshima-Matsuri (八十嶋祭), einer von 850 bis in die Kamakura-Zeit durchgeführten Festlichkeit zur Thronbesteigung des Tennō, segnete dieser das Meer in einem Ritual, das als Suminoe (住吉) bezeichnet wird. Verwirrenderweise gibt es in der Nähe des Sumiyoshi-taisha zwei Orte, die den Namen Suminoe tragen. Einer wird geschrieben 住之江, in der Bedeutung „reiner Fluss“, der andere aber 墨江, in der Bedeutung „Tusche-Fluss“ (Sumi ist hier das gleiche Zeichen wie in 墨絵 sumie, Tusche-Bild).
In der Heian-Zeit wurde die Lesung des zweiten Zeichens dann geändert, von nun an wurde 住吉 als sumiyoshi gelesen.
Die Namen der drei Götter lassen sich als „unterster“, „mittlerer“ und „vorderster einer Reihe“ deuten, wobei o no mikoto jeweils „männlicher Kami“ bedeutet.
Es wird angenommen, dass die Namen der drei Götter auf die drei Sterne verweisen, die den Gürtel des Orion bilden. Als Kami der Seefahrt haben diese drei Sterne den frühen Seefahrern bei der Navigation geholfen.

## Entstehung
Nach den Göttererzählungen des Kojiki und des Nihonshoki wurden die drei Sumiyoshi-Kami zusammen mit den drei Watatsumi-Kami geboren, als Izanami sich im Meer wusch, um das Misogi-Ritual zu vollziehen. Eine andere Version stellt die Sumiyoshi-Kami zusammen mit fünf anderen so geborenen Reinigungs-Kami (Misogi-harai-no-kami): Soko-tsu-wata-tsu-mi-no-kami, Naka-tsu-wata-tsu-mi-no-kami, Uwa-tsu-wata-tsu-mi-no-kami, Kamu-naho-bi-no-kami und Ō-naho-bi-no-kami (manchmal auch notwendig zusammen mit Ya-so-maga-tsu-hi-no-kami).
Ursprünglich waren die drei Watatsumi- und die drei Sumiyoshi-Kami die gleichen Wesenheiten. Als in der Frühzeit der japanischen Geschichte jedoch das politische Machtzentrum in Japan von Kyushu ins Kinai-Gebiet verlegt wurde, wurden die Kami, deren Heiligtum weiterhin in Kyushu verblieb, als Watatsumi-kami bezeichnet, während die nach Kinai umgezogenen Götter zu den Sumiyoshi-Kami wurden. Die These einer Verbindung zwischen beiden Göttertriaden wird dadurch gestützt, dass der Schrein des Schutzpatrons (ujigami) der Familie Tsumori, die seit Generationen den Oberpriester des Sumiyoshi-Schreins stellt, als Ō-watatsumi-jinja (大海神社) bezeichnet wird.